# Rothschild (Wisconsin)
Pour les articles homonymes, voir Rothschild.
Rothschild est un village du comté de Marathon, dans l'État du Wisconsin, aux États-Unis. En 2020, il comptait une population de 5 567 habitants.